# Colt AR-15
Colt AR-15 — легка магазинна самозарядна гвинтівка з газовідвідним УСМ. «AR» походить від перших двох літер у назві компанії ArmaLite. Її розробили з широким використанням алюмінієвих сплавів та синтетичних матеріалів для зменшення ваги.  Colt's Manufacturing Company використовує торговий знак AR-15 для своєї лінійки самозарядних гвинтівок AR-15.

## Історія

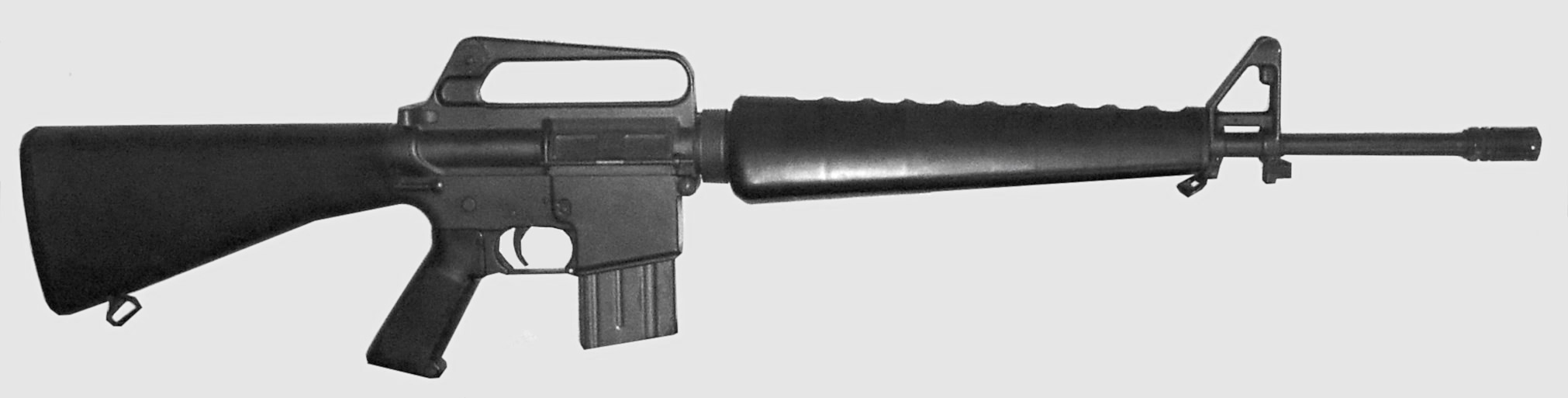
Гвинтівка 1973 Colt AR-15 SP1 з нижньою ствольною коробкою (без виступу навколо кнопки відмикання магазина) та оригінальний 20-зарядний коробчастий магазин Кольта

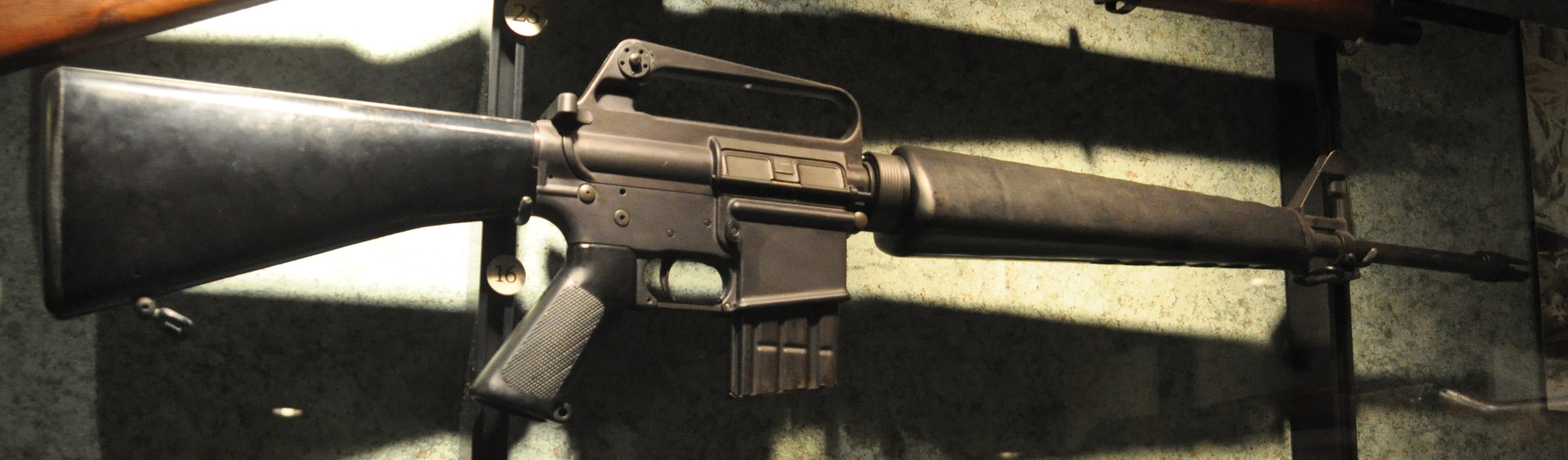
Colt AR-15 в Національному музеї вогнепальної зброї. Цей екземпляр має ранній 20-зарядний магазин з вафельним малюнком.

Через фінансові проблеми та нестачу людських ресурсів і виробничих потужностей, ArmaLite продала конструкцію AR-15 та торгову марку AR-15 разом з ArmaLite AR-10 компанії Colt's Manufacturing Company в 1959 році. Компанія Кольт почала продажу самозарядної версії гвинтівки M16 під маркою Colt AR-15 у 1964 році. Першою масовою версією стала Colt AR-15 Sporter, під набій .223 Remington, з 20 дюймовим стволом barrel та магазином на 5 набоїв. Протягом десятиліть компанія Кольт розробила різні типи гвинтівок та карабінів на базі AR-15, в тому числі AR-15, AR-15A2, AR-15A3, AR-15A4 та багато інших моделей.
Хоча продаж нових AR-15 було заборонено Федеральним законом про заборону зброї з 1994 по 2004 рік Кольт та інші продовжували продавати юридично відповідні версії протягом цього періоду. 20 вересня 2019 року компанія Кольт заявила, що більше не буде випускати AR-15 для приватного користування через насичення ринку. Але вони будуть продовжувати випуск AR-15 для поліції та військових.  Проте, у травні 2020 року ринкові умови змінились та значне зростання попиту дозволили Кольту продовжити виробництво для продажу для приватних користувачів.

## Ударно-спусковий механізм
U.S. Patent 2 951 424 описує роботу ударно-спускового механізму оригінальної AR-15. Затворна рама діє як рухливий циліндр, а сам затвор діє як нерухомий поршень. Цей механізм має назву "газовідвідний механізм з безпосередньою дією порохових газів на затворну раму", хоча він відрізняється від попередніх газовідвідних систем. Конструктор Юджин Стоунер не вважав AR-15, що механізм є газовідвідним з безпосередньою дією газів на затворну раму, але саме так його характеризували.

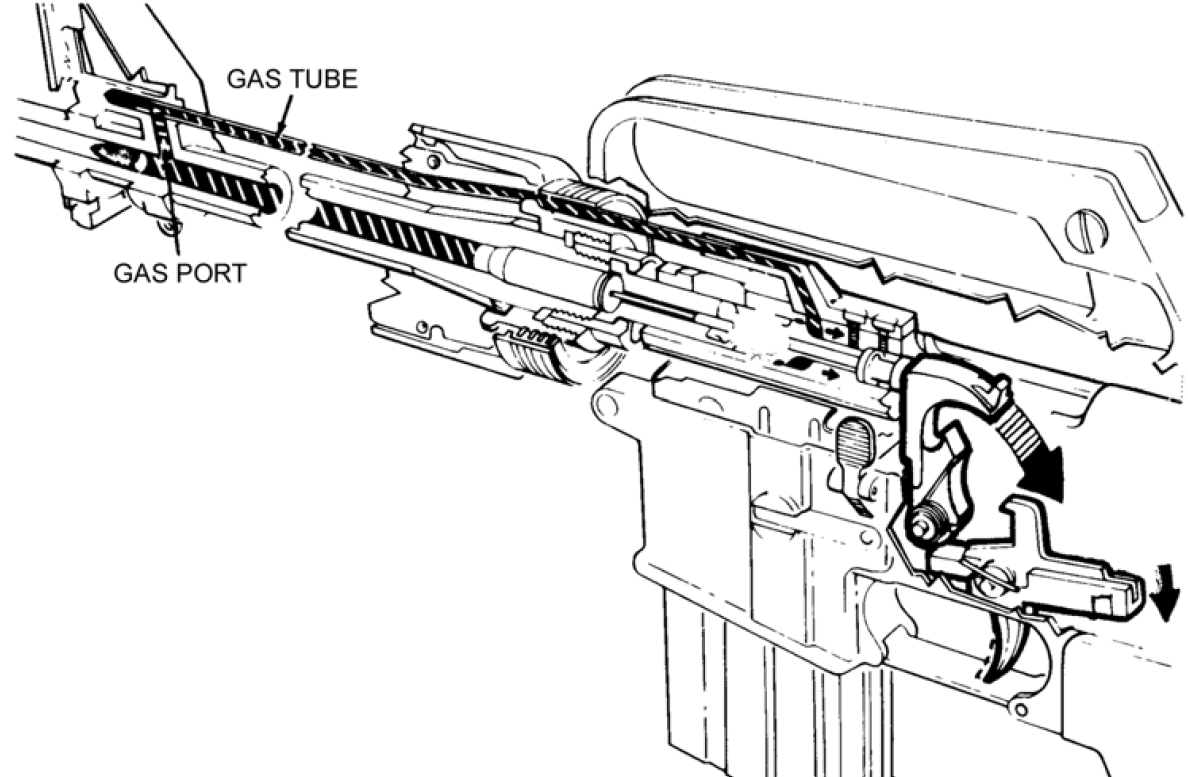
Схема роботи УСМ гвинтівки M16

Порохові гази відводяться зі ствола, коли куля проходить через газовідвідний отвір, розташований над основою мушки. Гази виходять через отвір і рухаються по газовідвідній трубці розташованій над стволом від бази мушки до верхньої частини ствольної коробки AR-15.  Задній кінець газової трубки перед пострілом входить в спеціальну насадку («gas key»), встановлену зверху на рамі затвора.
У цей момент затвор фіксується в подовжувачі ствола за допомогою стопорних виступів, тому газ, що розширюється, відштовхує затворну раму на невелику відстань назад. По міру того, як рама затвора рухається назад, кулачковий штифт затвора, заїжджаючи в паз на рамі затвора, змушує затвор обертатися і, таким чином, розблокує його від подовжувача ствола. Як тільки затвор повністю розблоковано, він починає рух назад разом з рамою затвора. Рухаючись назад затвор викидає порожню гільзу з камори. Коли дульце гільзи залишає подовжувач ствола, підпружинений ежектор затвора виштовхує її з випускного отвору збоку верхньої стволової коробки коробки.
За затворною рамою знаходиться пластиковий або металевий амортизатор, який спирається на пружину. Буферна пружина починає штовхати затворну раму і затвор назад в патронник, як тільки стискається в достатній мірі. Паз, вирізаний у верхній частині ствольної коробки, направляє кулачковий штифт затвора і запобігає йому та затвору обернутися в закрите положення. Запірні виступи затвора підхоплюють новий набій з магазина при русі затвора вперед. Набій рухається направляючими у патронник. Коли запірні виступи затвора проходять подовжувач ствола, кулачковий штифт вкручується в кишеню, врізану в верхню частину ствольної коробки. Це скручує дія слідує за пазом, прорізаним в тримачі, і змушує затвор скручуватися і «фіксуватися» в подовжувачі ствола.

## Особливості

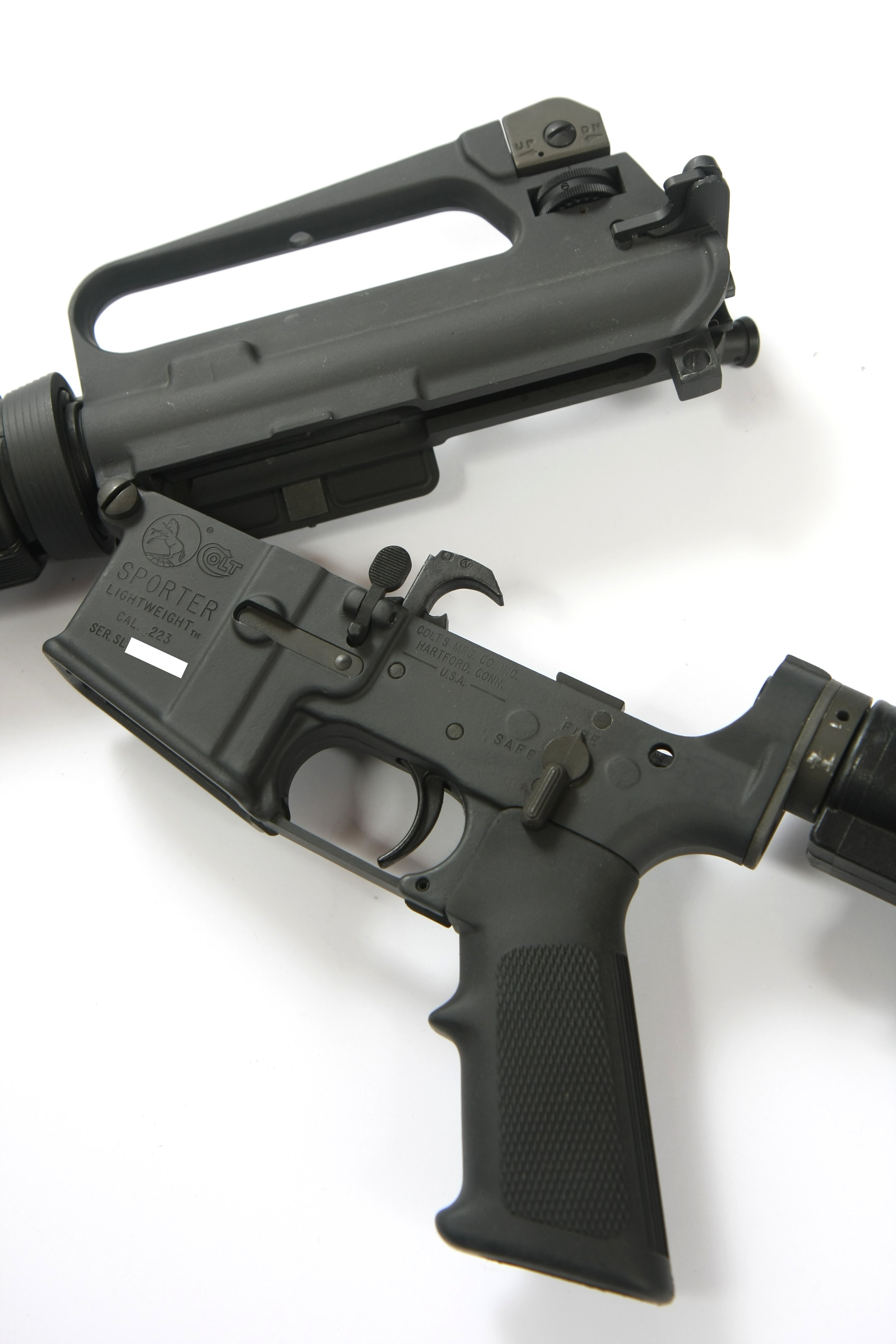
AR-15A2 з відкритою ствольною коробкою на передньому шарнірі.

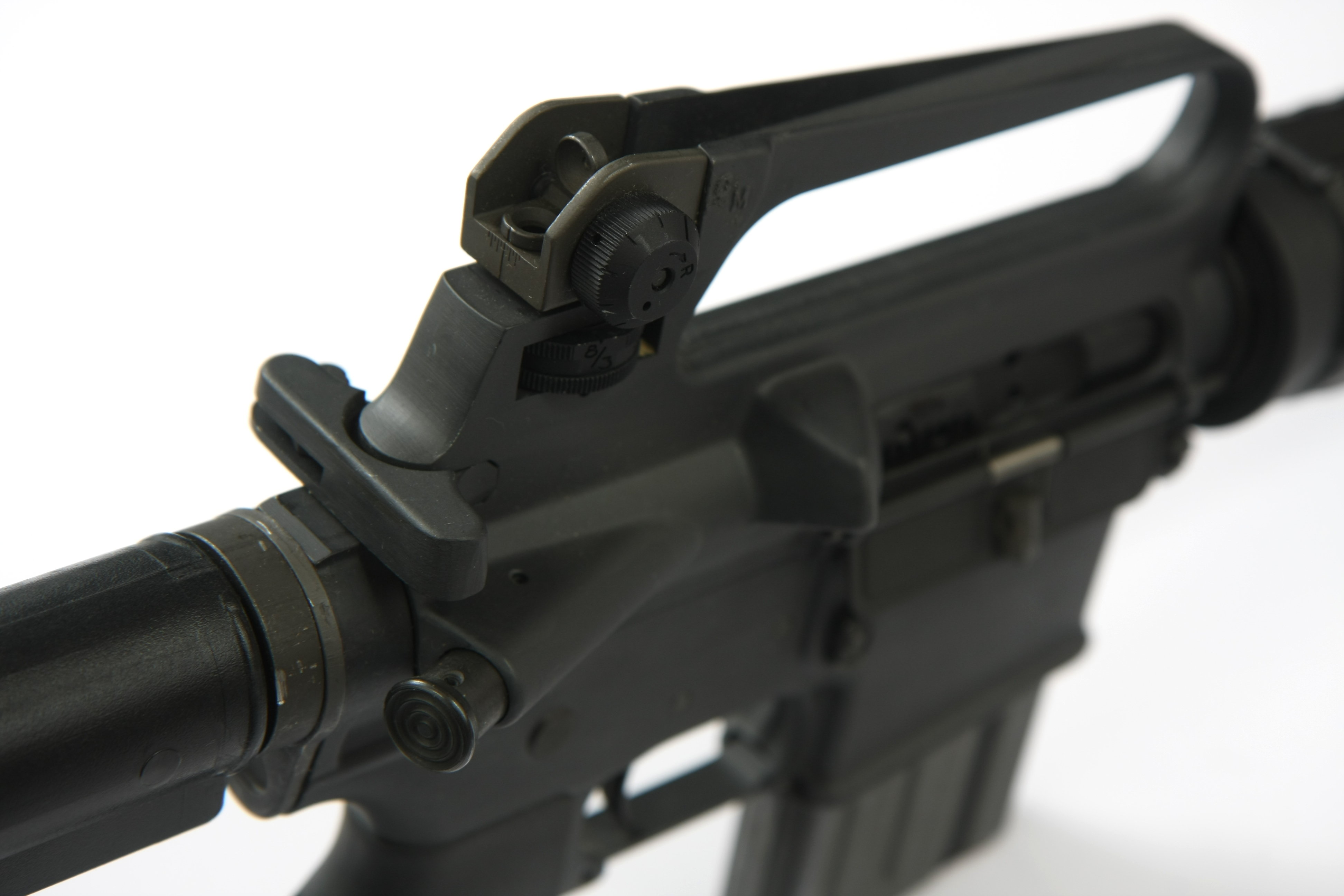
Найбільш ергономічною особливістю AR-15A2 є руків'я для переноски та цілик на верхній частині ствольної коробки.

### Верхня ствольна коробка
Верхня ствольна коробка включає в себе цівку, руків'я заряджання, передній тримач, газовідвідну систему, ствол, затвор і утримувач затвора. AR-15 має модульну конструкцію. Таким чином верхня ствольна коробка може бути швидко встановлена на іншу гвинтівку. Верхні ствольні коробки мають стволи різної ваги, довжини, калібрів та рейкові системи для різних прицілів та аксесуарів. Стандартна гвинтівка AR-15 має ствол довжиною 510 мм. Хоча, є карабіни зі стволами довжиною 410 мм та гвинтівки з цільовими стволами довжино 610 мм.
Перші моделі мали стволи з кроком нарізів 1:12 для набою 223 Remington з кулею вагою 3,6 г. Сучасні моделі мають стволи з кроком нарізів 1:9 або 1:7 під набій 5.56×45mm NATO з кулею вагою 4,0 г.

### Нижня ствольна коробка
Нижня ствольна коробка включає в себе магазин, пістолетне руків'я, приклад, амортизатор та буферну пружину. У нижній ствольній коробці також розташовано спусковий гачок, розмикач, курок та перевідник вогню (загальна назва цього ударно-спусковий механізм). У повнорозмірних гвинтівок приклад фіксований, а в карабінах зазвичай використовують регульовані телескопічні приклади.
Ранні комерційні SP-1 AR-15 мали пару натискних штифтів ствольної коробки діаметром 6,4 мм, ідентичних тим, що використовуються на військових гвинтівках. У 1966 році компанія замінила передній штифт парним шарніром з гайкою і гвинтом, використовуючи штифт діаметром 8,0 мм, щоб стрільці не могли змінювати ствольні коробки на військові зразки або зразки з гвинтівок інших виробників без використання адаптера. В середині 1990-х вони відновили виробництво з меншим і стандартизованим штифтом 0,250 дюйма.

### Приціли
Найбільш характерною ергономічною особливістю AR-15 є руків'я для переноски з вмонтованим в нього ціликом, що розташоване на верхній частині ствольної коробки. Це побічний продукт оригінальної конструкції ArmaLite, де руків'я для перенесення служило для захисту руків'я зарядки. Оскільки лінія візування знаходиться на 63,5 мм над каналом ствола, AR-15 має характерну проблему паралаксу. На ближчих дистанціях (зазвичай в межах 15—20 метрів) стрілець повинен компенсувати це, прицілюючись високо, щоб влучити куди потрібно. Стандартна гвинтівка AR-15 має радіус прицілу 500 мм. AR-15 використовує L-подібний перекидний діафрагмовий цілик, який регулюється двома налаштуваннями: від 0 до 300 метрів і від 300 до 400 метрів. Мушка є стійкою, якою можна регулювати підвищення. Цілком можна регулювати правки за вітром. Приціли можна регулювати наконечником кулі або гострим інструментом. На AR-15 також можна монтувати приціл на руків'я переноски. На новій AR-15A2 було встановлено новий повністю регульований цілик, який дозволяє виставляти відстань у діапазоні від 300 до 800 метрів, а також вносити правки за вітром без використання інструментів або набоїв. Сучасні версій, наприклад, AR-15A4, мають зйомне руків'я та мають планку Пікатінні, що дозволяє використовувати різні оптичні приціли та прицільні пристрої.

### Дулові пристрої
Гвинтівки Colt AR-15 найчастіше мають ствол з різьбленням 1⁄2″-28, що дозволяє використовувати дулові пристрої, такі як полум'ягасник, глушник або дулове гальмо. Початкова конструкція, "качкодзьоб", мала три зубці які були схильні ламатися та чіплятися за рослинність. Пізніше конструкцію змінили закривши ці зубці щоб уникнути цих проблем. Врешті, на версії A2, нижній отвір закрили щоб зменшити підкидання дула та зменшити підйом пилу, коли з гвинтівки вели вогонь лежачи. По цій причині американські військові назвали цей дуловий пристрій компенсатором, але ці дулові пристрої більш відомі, як "GI", "A2" або "Birdcage". Стандартний дуловий пристрій AR15 відповідає стандартам STANAG для можливості стріляти 22 мм гвинтівковими гранатами.

### Магазини
Гвинтівка Colt AR-15 має 20- або 30-зарядні шаховий відйомний коробчастий магазин. Також існують магазини місткістю 5 або 10 набоїв для полювання, для спортивної стрільби або для використання там де неможливо використовувати великі магазини.

### Порівняння з військовими версіями
Основною відмінністю цивільної самозарядної гвинтівки (Кольт більше не випускає цивільні версії) від військової моделі це перевідник вогню.  У військових гвинтівках були різні режими вогню: самозарядний, повністю автоматичний або стрільба чергами, в якому гвинтівка могла стріляти по три постріли при натисканні на спусковий гачок. Більшість деталей є взаємозамінними між цивільною та військовою гвинтівками, в тому числі магазини, приціли, верхні ствольні коробки, стволи та аксесуари. Військовий карабін M4 зазвичай має 370 мм ствол. Цивільні гвинтівки, як правило, мають 16-дюймові (406 мм) або довші стволи, щоб відповідати Національному закону про вогнепальну зброю.
Щоб унеможливити переробку цивільної самозарядної AR-15 на автоматичну, Кольт змінив ряд функцій. Серед змінених частин нижня ствольна коробка, затворна рама, курок, спусковий гачок, розмикач та перевідник вогню/запобіжник. Самозарядна затворна рама має довший слот, що унеможливлює використовувати автоматичне шептало. Через зменшення маси буферна пружина важча. У версії з можливістю обирати режим вогню курок має додаткову шпору, яка взаємодіє з додатковим автоматичним шепталом, яке утримує його поки затворна група повністю не зарядиться, коли обрано автоматичний вогонь.  Використання таких деталей у самозарядній гвинтівці не дозволяє обрати автоматичний режим вогню. За задумом Кольта, штифти, що підтримують напівавтоматичний спусковий гачок і курок у нижній ствольній коробці, більші, ніж ті, що використовуються у військовій гвинтівці, щоб запобігти взаємозамінності між напівавтоматичними та автоматичними компонентами.

## Гвинтівки серії AR-15
У 1977 році скінчився термін дії патенту Кольта, а тому інші виробники почали копіювати конструкцію гвинтівки Colt AR-15. Однак термін "AR-15" є зареєстрованою торговою маркою Кольт, і Кольт використовує цей термін лише для позначення своєї лінійки напівавтоматичних гвинтівок. Тому інші виробники почали продавати свої варіанти AR-15 під окремими позначеннями, хоча їх усіх часто називають AR-15, як і деякі гвинтівки та карабіни, які навіть не засновані на конструкції AR-15.
Гвинтівки у стилі AR-15 можна придбати у різних конфігураціях та під різні калібри від різних виробників. Ці конфігурації варіюються від стандартних повнорозмірних гвинтівок з 20 дюймовим стволом до коротких карабінів зі стволом 16 дюймів, регульованою довжиною ложі і оптичними прицілами, до моделей з великою дальністю стрільби зі стволом 24 дюйми, сошками і потужними оптичними прицілами. Ці гвинтівки можуть мата також газопоршневі системи з коротким ходом поршню, заімсть стандартної газовідвідного механізму з безпосередньою дією порохових газів на затворну раму, як у гвинтівках AR-15. Серед калібрів 5,56×45 мм НАТО, 5,7×28 мм, 6.8mm Remington SPC, 300 AAC Blackout, 9×19 мм Парабелум та .458 SOCOM і це лише деякі з них.

## Використання у масових вбивствах
28–29 квітня 1996 року Мартін Брайант вбив 35 та поранив 23 осіб під час інциденту, відомого сьогодні як різанина в Порт-Артурі, під час якого він використовував Colt AR-15 та .308 L1A1 SLR. Це була одна з найбільш смертоносних масових стрільб в історії Австралії, результатом якої стала Національна угода про вогнепальну зброю 1996 року.

## Галерея

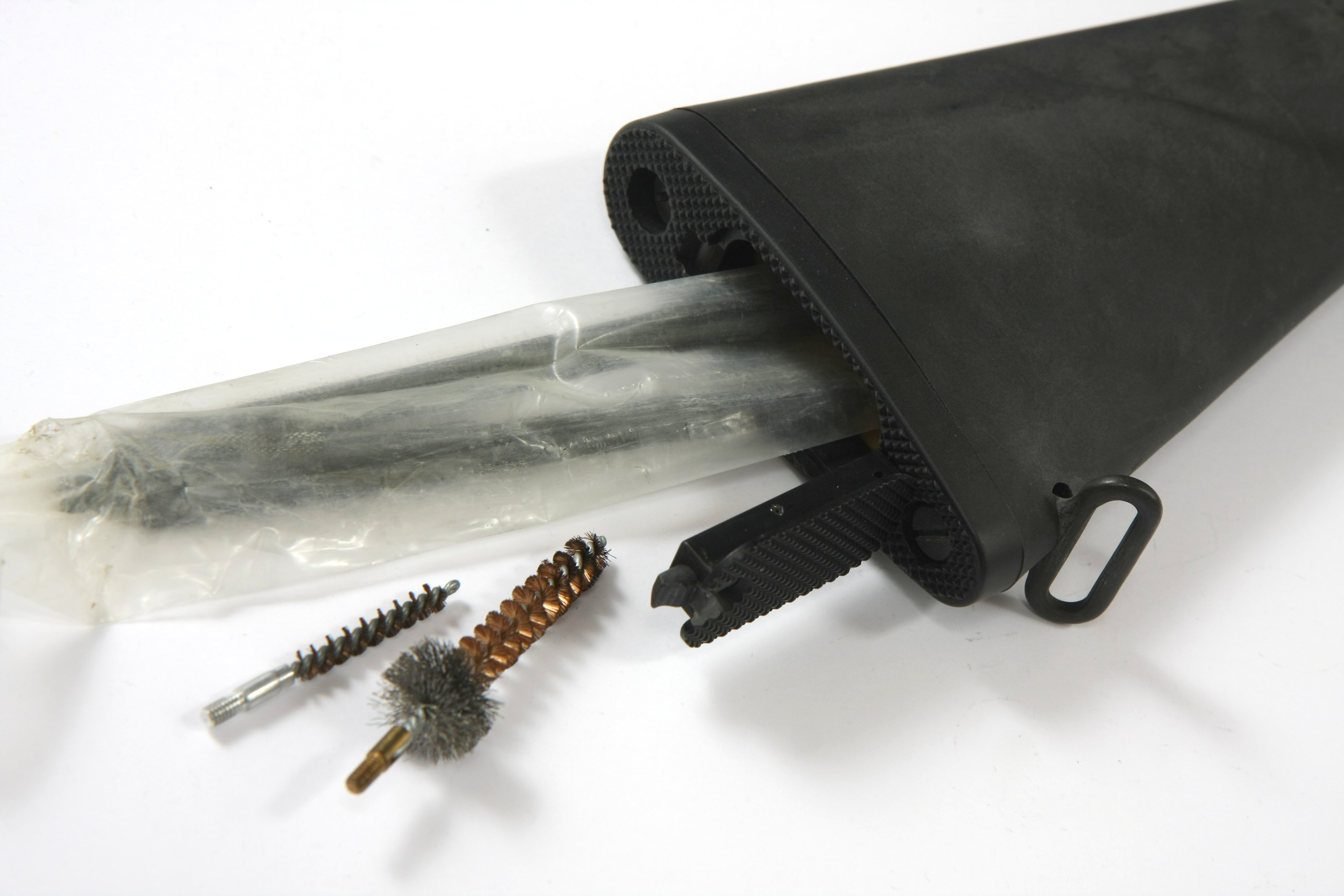
Набір для чищення AR-15 у прикладі